# François-Siméon Tourigny
François-Siméon Tourigny est un avocat, bâtonnier du Barreau de Trois-Rivières de 1903 à 1905 et maire de Trois-Rivières (Québec, Canada) de 1906 à 1908. C'est au cours des derniers jours de son mandat comme maire que la ville de Trois-Rivières fut presque rasée par un incendie majeur le 22 juin 1908.
Pierre Deshaies dit Saint-Cyr, arrivé ici vers 1680, eut un fils, Joseph Deshaies, qui se maria à Bécancour, le 7 janvier 1733, à Marie-Françoise Perrot dit Turbal. Les surnoms étaient à la mode. Deshaies marié sous ce seul nom reçut peu après le surnom de Tourigny, qui passa à ses enfants. Le nom patronymique disparut petit à petit pour faire place à celui de Tourigny.
Le juge François-Siméon Tourigny était né à Bécancour, comté de Nicolet, le 2 novembre 1858, du mariage d'Olivier Tourigny et d'Olive Comeau. Il fit ses études classiques au collège de Nicolet et ses études de droit à l'Université Laval.
Il fut inscrit au barreau le 10 octobre 1882, et s'établit aux Trois-Rivières, Il fut en société pendant plusieurs années avec le sénateur Jacques Bureau. M. Tourigny s'intéressa beaucoup aux affaires municipales des Trois-Rivières. D'abord avocat de la cité, il fut ensuite échevin et maire de la cité trifluvienne.
Il fut aussi procureur de la Couronne pour le district des Trois-Rivières. C'est lui qui agit comme avocat de la couronne dans la célèbre affaire McCraw. M. Tourigny fut mêlé à toutes les entreprises qui ont fait des Trois-Rivières la troisième ville de la province de Québec.
Il fut élevé au banc de la Cour Supérieure pour la province de Québec, le 31 décembre 1908. Le district de Rimouski lui fut d'abord assigné. Il y remplaçait le juge H. G. Carroll, promu à la Cour du Banc du Roi. Le 17 novembre 1909, le juge Tourigny était transféré au district d'Arthabaska, à la place du juge Malouin. Enfin, le 6 juillet 1910, il devenait juge du district des Trois-Rivières, pour remplacer le juge R. S. Cooke.
François-Siméon Tourigny décéda aux Trois-Rivières, le 10 décembre 1918.